# Łukowa (gromada w powiecie leskim)
Łukowa (alt. gromada Łukowe) – dawna gromada, czyli najmniejsza jednostka podziału terytorialnego Polskiej Rzeczypospolitej Ludowej w latach 1954–1972.
Gromady, z gromadzkimi radami narodowymi (GRN) jako organami władzy najniższego stopnia na wsi, funkcjonowały od reformy reorganizującej administrację wiejską przeprowadzonej jesienią 1954 do momentu ich zniesienia z dniem 1 stycznia 1973, tym samym wypierając organizację gminną w latach 1954–1972.
Gromadę Łukowa z siedzibą GRN w Łukowej (w obecnym i wcześniejszym brzmieniu Łukowe) utworzono – jako jedną z 8759 gromad na obszarze Polski – w powiecie leskim w woj. rzeszowskim na mocy uchwały nr 25/54 WRN w Rzeszowie z dnia 5 października 1954. W skład jednostki weszły obszary dotychczasowych gromad Łukowa, Serednie Wielkie i Choceń ze zniesionej gminy Łukowa (Łukowe) w tymże powiecie. Dla gromady ustalono 9 członków gromadzkiej rady narodowej.
31 grudnia 1961 do gromady Łukowa włączono wsie Kalnica, Kamionki i Sukowate z gromady Baligród w tymże powiecie.
W 1971 roku gromada Łukowe liczyła 870 mieszkańców, zamieszkujących miejscowości: Choceń (0), Kalnica (90), Kamionki (0), Łukowe (536), Sukowate (0) i Średnie Wielkie (244).
1 listopada 1972, w związku ze zniesieniem powiatu leskiego, gromada weszła w skład nowo utworzonego powiatu bieszczadzkiego w tymże województwie.
Gromada przetrwała do końca 1972 roku, czyli do kolejnej reformy gminnej.